# Josias von Qualen (Propst, 1742)

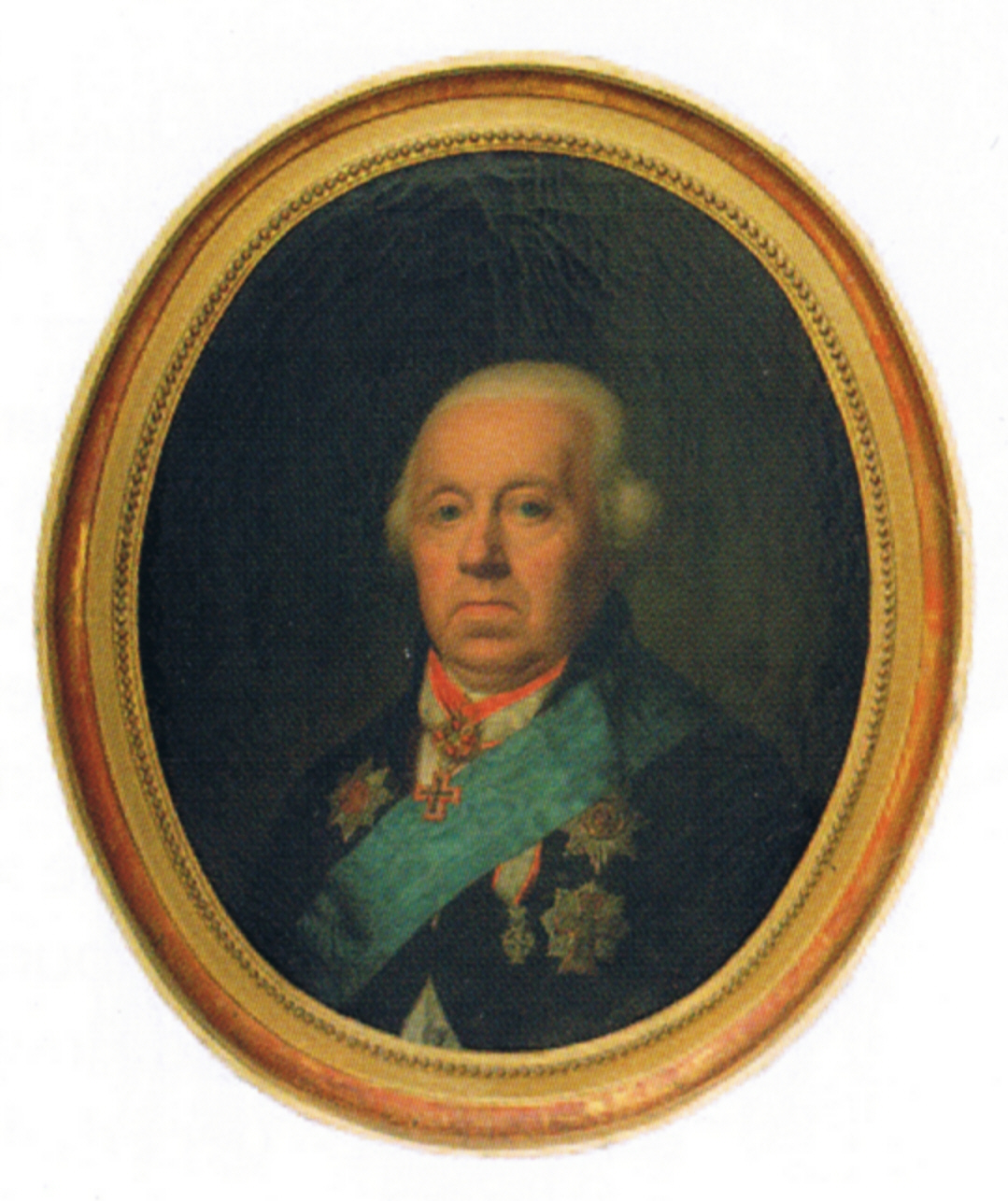
Josias von Qualen (1742–1819) mit seinen Orden

Josias von Qualen (* 20. April 1742 in Borghorst; † 29. Oktober 1819 in Itzehoe) war Herr auf Damp, Verbitter von Itzehoe, Geheimer Konferenzrat, Klosterprobst von Uetersen, Träger des St.-Annen-Ordens, des Dannebrog-Ordens und des Elefanten-Ordens.

## Leben
Er entstammte der einflussreichen Adelsfamilie von Qualen, seine Eltern waren Josias von Qualen (1705–1775) und Elizabeth (geb. Blome) (1717–1783). Er war das erste von vier Kindern und war verheiratet mit Friederike geb. von Rumohr, einer Tochter von Henning Benedikt von Rumohr. Aus dieser Ehe entstammten die Kinder Josias (†* 1775) und Henning Bendix (1777–1853).
Von Qualen wurde von 1749 bis 1752 von Johann Bernhard Basedow unterrichtet, der seine Erfahrungen aus der Erziehung des jungen Qualen zum einen als Disputation zur Erlangung der Magisterwürde einreichte und zum anderen 1752 in Hamburg unter dem Titel Nachricht in wie fern besagte Methode wirklich ausgeübt sei, und was sie gewirkt veröffentlichte. Von 1761 bis 1763 studierte Qualen in Utrecht Rechtswissenschaften und war danach zwei Jahre an der Universität Leipzig tätig, wo er sich der besonderen Zuneigung des Dichters Christian Fürchtegott Gellert erfreute, mit dem Basedow studiert hatte. Nach seiner Rückkehr wurde er 1767 Mitglied des Landgerichts und Landrat in großfürstlichen Diensten. 1769 begleitete er den 15-jährigen Prinzen Peter Friedrich Wilhelm (Oldenburg) auf dessen Cavalierstour über Straßburg, Paris und Brüssel nach London, wobei auch Johann Gottfried Herder bis Straßburg zum Gefolge gehörte. Nach der Rückkehr blieb Qualen bis 1773 am Eutinischen Hof, folgte dann aber dem Bischof von Eutin als großfürstlicher Konferenzrat nach Oldenburg. Im Jahre 1783 erbte er von seiner Mutter das Gut Borghorst, das er im Jahr 1800 an Jürgen Ahlefeldt wieder verkaufte. 1794 erwarb er das Gut Damp und lebte aber ab 1808 in Hamburg. Am 16. September 1809 wurde er zum Klosterprobst des Klosters Uetersen gewählt und kurze Zeit später königlich dänischer Geheimer Konferenzrat. 1812/1813 war er Mitglied der provisorischen Verwaltungskommission für Holstein und wurde 1816 zum Mitglied der ständigen Verfassungskommission in Kopenhagen berufen. Im Oktober 1818, ein Jahr vor seinem Tod, trat Qualen aus Altersschwäche von seinen Ämtern zurück.

## Orden
- Ritter des Annenorden 1777
- Großkreuz des Dannebrogordens um 1810
- Dannebrogsmänner-Ehrenzeichen 1815
- Ritter des Elefanten-Ordens 1817

## Bildnisse
- Friedrich Carl Gröger, Altersbild des Josias von Qualen (1810), hängt im Probsthaus zu Uetersen